# Mon (Japan)

Mon der kaiserlichen Familie (s. auch Nationales und Kaiserliches Siegel Japans)

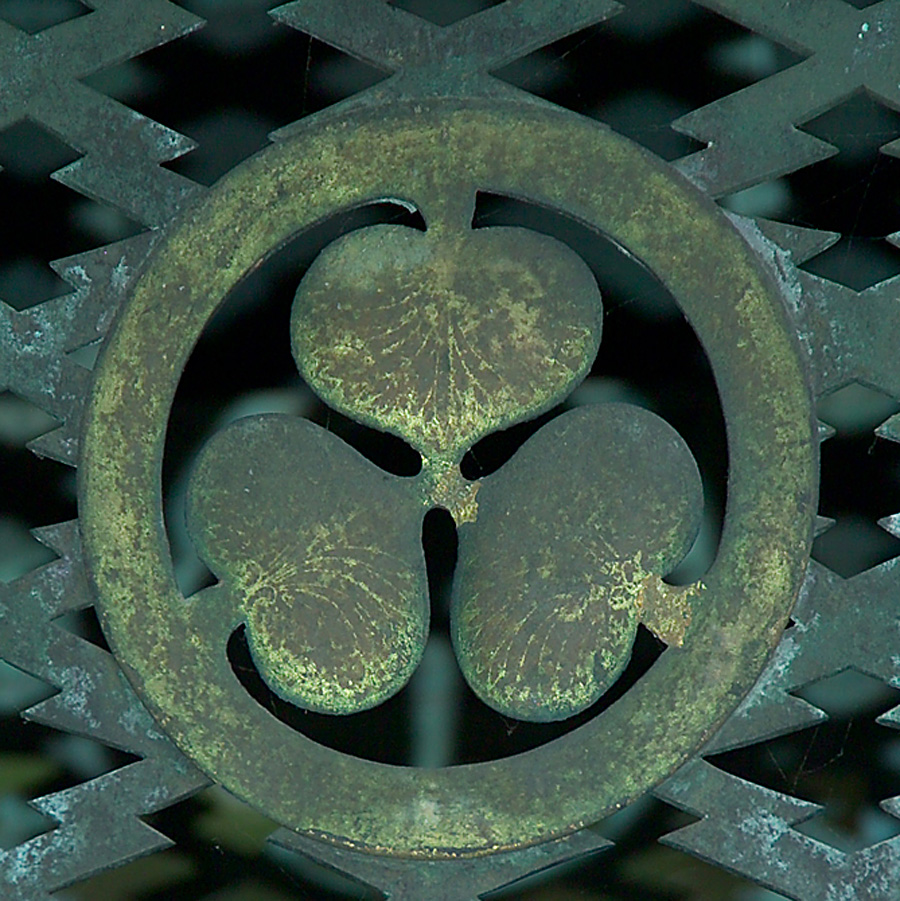
Wappen der Tokugawa-Familie auf einer Laterne im Tōshogū-Schrein

Das Logo von Mitsubishi ist eine Form des Mon

Mon (jap. 紋, dt. „Zeichen, Emblem“, mon sowohl im Singular wie im Plural) sind japanische Symbole, ähnlich den Wappen und Hausmarken im heraldischen Gebrauch der westlichen Welt, für eine Person oder Gruppe, vor allem als Kamon (家紋, „Familienzeichen“) für Familien. Das Mon des Kaisers ist ein Hoheitszeichen Japans. Die meisten Mon sind einfarbig und zeigen die stilisierte Darstellung einer Pflanze oder eines Tiers in einem umrandeten Kreis.

## Geschichte
Die Entstehung von Mon wird manchmal schon in der Asuka-Zeit (552–710) angesetzt. Sicher ist, dass vornehme japanische Familien am Ende der Heian-Zeit im 12. Jahrhundert Mon führten. In den folgenden Jahrhunderten waren Mon vor allem beim japanischen Kriegeradel in Gebrauch, da sie ähnlich wie die Wappen des europäischen Mittelalters als Erkennungszeichen bei kriegerischen Auseinandersetzungen dienten.
Seit der Mitte der Edo-Zeit (1603–1867) begannen Familien aller Stände, sich Mon zuzulegen. Zugleich wurde es Mode, das eigene Mon auch auf Kimonos zu tragen. Heute haben praktisch alle japanischen Familien ein Mon. Im täglichen Leben spielen Mon nur noch eine geringe Rolle, werden aber weiter als Hauszeichen verwendet und manchmal in Firmenlogos integriert. Außerdem werden Mon zu zeremoniellen Anlässen gezeigt, besonders am japanischen Totengedenkfest Obon (weiteres siehe unten unter Gebrauch).

## Heraldik
Ähnlich wie bei Wappenbildern in Europa gibt es Familienwappen (kamon), die über Generationen weitervererbt werden. Wenn sich von einem Stammhaus (honke) ein Nebenhaus (bunke oder bekke) abzweigt, so wird das Familienwappen oder ein nur wenig verändertes Wappen dem letzteren übertragen. So lassen sich aus den verwendeten heraldischen Elementen die Familienbeziehungen ablesen.
Neben den Hauptwappen des Hauses (Kamon) gibt es jedoch noch verschiedene Arten von Nebenwappen (Kaemon), die eine Person führen kann. Dies können Abwandlungen des Hauptwappens sein, das leicht verändert wurde, um nicht mit der hoheitlichen Funktion des Hauswappens in Konflikt zu geraten. Einige Nebenwappen finden sich über Generationen hinweg im Gebrauch von Angehörigen der Familie.
Während man zum Gebrauch von Nebenwappen noch ähnelnde Beispiele in der europäischen Heraldik finden kann, so ist der Gebrauch von Wechselwappen schwer vergleichbar: Diese Mon zeigen teils völlig andere heraldische Elemente als das Hauptwappen. Sie können zusätzlich zum Hauptwappen getragen werden, etwa zur Ehre der Schwägerfamilie mit deren Wappenbild, oder als Geheimwappen für Unterabteilungen, die nicht von jedem erkannt werden sollen, aber den Hauswachen bekannt sind.
Die meisten Mon sind einfarbig gestaltet. Es gibt jedoch besonders prunkvolle Abwandlungen, die mehrfarbig ausgestaltet sind oder von weiteren Figuren und Bändern begleitet werden. Solche Prunkwappen (kyomon und datemon) sind jedoch selten zu finden, da Prunk im öffentlichen Raum nicht gern gesehen ist. Man findet aber kunstvoll gestaltete Nebenwappen im privaten Gebrauch zweier Liebender.
Ähnlich wie in Europa finden sich zu vielen Wappen auch Sagen über die Entstehung. Und ebenso gibt es eine Reihe von Mon, die „redende Wappen“ sind, bei denen also die Lautung der Symbole auf den Namen des Trägers verweist.
Die Reihenfolge der Aufzählung der heraldischen Elemente ist stark schematisiert. Dies dient in Wappenlisten auch zur Sortierung der Bilder.

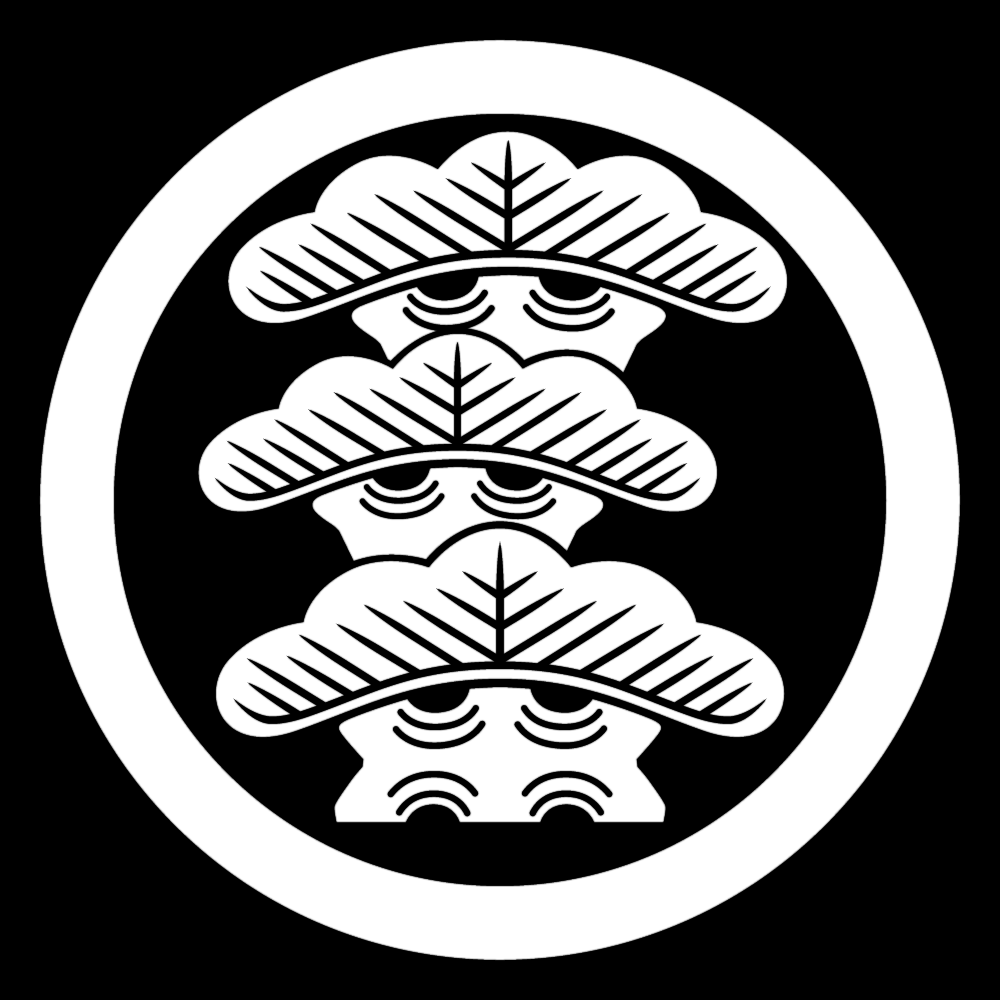
Japanisches Familiensymbol

## Aufbau
Ein Mon besteht aus einer stilisierten Darstellung, häufig einer Pflanze oder eines Tieres, die in der Regel von einem Kreis umrandet ist. Im Gegensatz zu Wappen sind Mon einfarbig, meist schwarz-weiß. Das Mon des japanischen Kaisers, die sechzehnblättrige Chrysantheme, dient zugleich als Staatswappen (siehe auch Kaiserliches Siegel).
Während der Ursprung der europäischen Wappen in der Teilung, Färbung und Belegung eines Schildes liegt und erst später auf Fahnen und Kleidung gelangte, so entstanden Mon genau andersherum. Sie dienen zuerst als Aufnäher für Kleidung sowie als Emblem auf Laternen und Fahnen. So bildete sich als vorherrschende Form der Kreis heraus, der später mit einer Umrandung versehen wurde, der auch den Umgang beim Aufnähen von vorgefertigten Emblemen vereinfacht.
In diesen Kreis werden dann Symbole eingebracht. Eine deutliche Teilung ist nicht typisch, soweit mehrere Symbole auftreten, werden sie einfach aneinandergelegt. Eine Teilung im Wappengrund ist schon deshalb nicht notwendig, da mehrfarbiger Hintergrund nicht verwendet wird. Auch die aufgelegten Figuren werden in der Regel einfarbig gehalten, jedoch so, dass sie im Kontrast liegen. Dies ermöglichte auch die Erkennbarkeit auf große Entfernungen im Feld.
Obwohl die Mon häufig in einem Kreis als Aufnäher erscheinen, so ist das bestimmende Element das Symbol bzw. eine auf ein Zentrum zulaufende Gruppe von Symbolen. Bei einer Reihe von Gelegenheiten kann die Umrandung entsprechend entfallen.

## Gebrauch
Zum Verständnis des Gebrauchs kann es sinnvoll sein, zu wissen, dass das chinesische Zeichen Mon (紋) eigentlich „Zeichnung, Muster“ bedeutet und in vielerlei Zusammensetzungen auch noch in dieser Grundbedeutung verstanden wird. Im modernen Japanisch wird das Wort Mon (紋) für sich allein jedoch als Kurzform der heraldischen Begriffe aufgefasst, besonders der monshō (紋章), mondokoro (紋所) und kamon (家紋). Andere Worte für Siegel oder Muster können jedoch ebenfalls in bestimmten Zusammensetzungen die Bedeutung erblicher Symbole gewinnen. Eine Übersetzung als „Wappenmuster“ sollte jedoch unterbleiben, da dies im Abendland leicht falsche Assoziationen zu den erblichen Karomustern der Kilts der schottischen Clans wecken könnte, mit denen es durch seine Ausführung in stilisierten Symbolen (ohne jede Schraffur und Farbe) wenig gemeinsam hat. Hier zeigt sich die japanische Auffassung, das Mon eher als symbolisches Zeichen und Emblem zu verstehen.

### Kleidung
Das Mon wird traditionell an fünf Stellen der Kleidung getragen – auf beiden Seiten der Brust, den Ärmeln und auf dem Rücken. Es gibt Berichte, dass in der Anfangszeit statt bildhafter Symbole an diesen Stellen einzelne chinesische Schriftzeichen standen – auch an anderer Stelle wird noch heute in Japan der Familienname gern mit einem einzelnen chinesischen Schriftzeichen geschrieben, der neben der japanischen Silbenschrift gilt.
Bei festlichen Gewändern kann das Familienzeichen (kamon) jedoch auch als Schablone für ein Muster verwendet werden, nicht unähnlich den sogenannten „Pelzwerken“ als Hintergrundmuster auf europäischen Wappenschilden. Zur Auflockerung können dabei auch die Nebenwappen und Wechselwappen eingebunden werden, womöglich in anderen Farbvarianten, die in der auffälligen Pracht jedoch nur zu wenigen Gelegenheiten getragen werden konnten, wenn überhaupt.

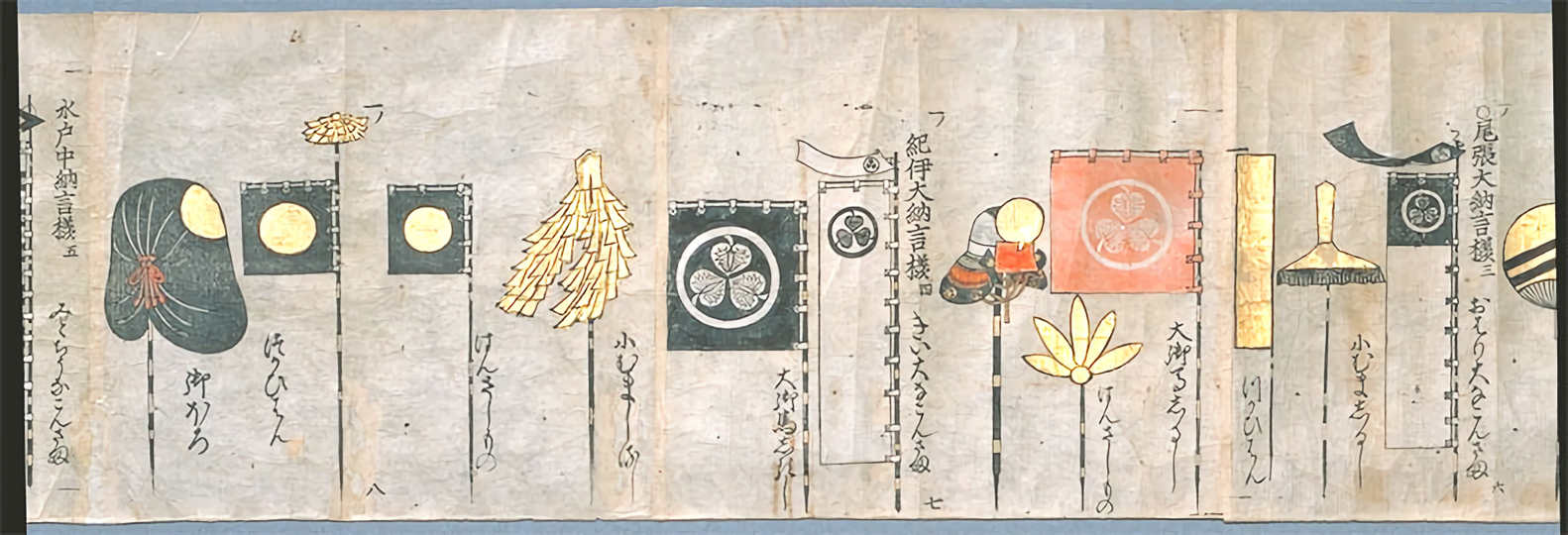
Mon auf verschiedenen Gegenständen

### Feld- und Hauszeichen
Ähnlich wie die europäischen Wappenbilder wurden die Mon in sämtliche Gegenstände im Feld integriert, auf Fahnen, Wimpeln, Decken und Zelten, etwas abweichend zum europäischen Wappengebrauch erscheint das Mon-Zeichen aber auch auf Helmen und weiteren nebenläufigen Ausrüstungsgegenständen. Die einfachere Grundform vereinfacht die Einbindung als Gestaltungsmuster und Besitzsiegel bei den verschiedensten Gelegenheiten. Da Mon von Natur aus einfarbig sind, konnten sie auch leicht in allgemeine Papiere integriert werden, ohne eine hoheitliche Funktion erfüllen zu müssen. Abseits der Hauptfunktionen nimmt man dann auch gern eines der Nebenwappen – in den japanischen Wappenlisten werden auch tatsächlich für viele Familien mehrere Mon aufgeführt, wobei die Varianten etwa zur Unterscheidung des Mon des Fürsten von den Mon der Erbprinzen und der höchsten Edelknechte dienen, so dass die Nebenwappen an die Ämter des Hauses gebunden sind.
Neben der Verwendung in den Truppen findet sich das Familienzeichen auch vielfach zur Schmückung in Haus und Hof, besonders häufig setzt man das Familienzeichen auf den Lampions, jedoch kann das Gestaltungsmuster auch auf Schlafdecken und Gardinen erscheinen. Während der Gebrauch als Feldzeichen mangels Gelegenheit verschwunden ist, finden sich Hauszeichen auch heute noch häufig – so binden auch international viele Sushi-Restaurants ein Mon in die Gestaltung ihrer Räume und Menükarten ein. Abweichend zum europäischen Gebrauch in Stempeln erfolgt jedoch kein Gebrauch als Dienstsiegel oder Personensiegel (Hanko 判子), dort werden weiterhin chinesische Zeichen der Siegelschrift verwendet.

### Mon im Westen
Besonders bei Anhängern japanischer Kampfkünste findet man auf der Kleidung gelegentlich Mon mehr oder weniger bekannter japanischer Familien, ggf. auch der des eigenen Lehrers. Dies empfinden Japaner jedoch als ungehörig. Gegen erfundene, eigene Mon bestehen weniger Vorbehalte.

## Präfektur- und Gemeindewappen

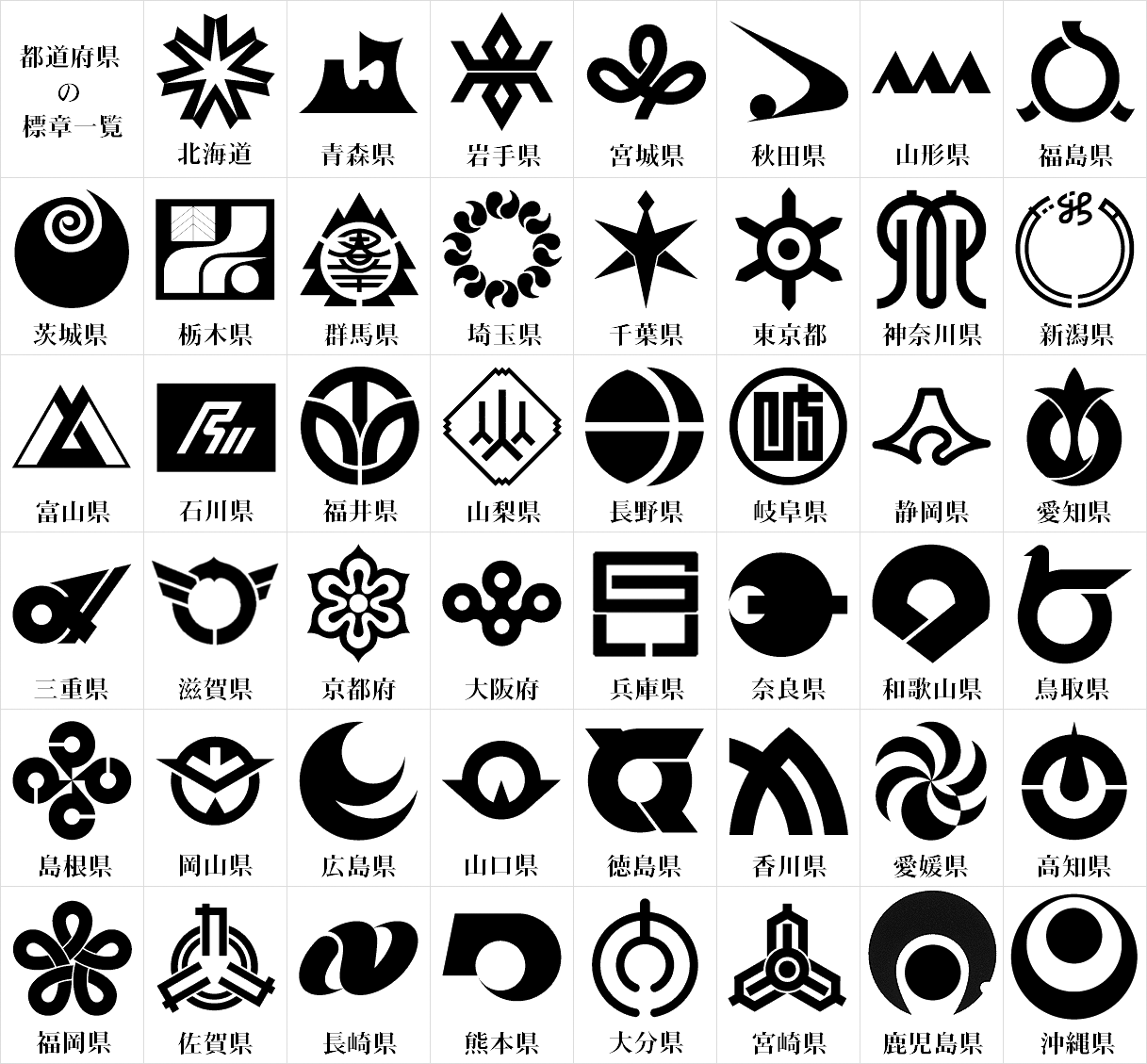
Monshō der Präfekturen Japans

Die Gemeinden und Präfekturen Japans führen ebenfalls Monshō. Diese wurden in der Moderne zunehmend farbig gestaltet – im Gegensatz zum europäischen Gebrauch ist es hier häufig nur ein Farbton, der jedoch frei aus dem Farbspektrum gewählt werden kann. Bei Gemeinden wird damit auch gleichzeitig die Gemeindenfarbe festgelegt. In der Neuzeit werden diese Monshō auch in der Art von Stadtlogos gezeichnet, wie sie auch in europäischen Städten parallel zum historischen Wappen gezeugt werden und dabei der aktuellen Stadtpolitik folgen – diese Stadtlogos sind meist von den Regeln der heraldischen Gestaltungstraditionen befreit. Ob ein traditionelles Stadtwappen oder ein modisches Stadtlogo auch in die amtlichen Dokumente integriert wird, wird in Japan und Europa unterschiedlich gehandhabt.